# Mark Raymond
Mark Raymond (* 2. Mai 1979 in Alexandra) ist ein ehemaliger australischer Biathlet und Skilangläufer. Er nahm an fünf Biathlon-Weltmeisterschaften und einer Nordischen Ski-WM teil.

## Karriere

### Biathlon
Raymond betreibt seit 1995 Biathlon, ab 2000 gehörte er zum australischen Nationalkader. Er gab 2002 in Windischgarsten als 57. in Sprint und Verfolgung sein Debüt im Biathlon-Europacup. In Gurnigel erreichte er mit den Rängen 31 im Sprint und 30 in der Verfolgung noch in derselben Saison seine besten Ergebnisse in diesem Wettbewerb. Kurz zuvor debütierte Raymond in Oberhof auch im Biathlon-Weltcup, wo er 94. im Sprint wurde. Nur wenig später wurde er in Lahti 67. im Sprint, was bis zum Karriereende seine beste Platzierung blieb. An selber Stelle startete er auch erstmals bei den Biathlon-Weltmeisterschaften 2004. Seinen größten Erfolg erreichte er beim vorolympischen Testwettkampf 2004 in Cesana San Sicario. Als Siebter ließ er Starter wie Ricco Groß, Sergej Tschepikow, Pawel Rostowzew und Ole Einar Bjørndalen zum Teil weit hinter sich. Auch 2005, 2007, 2008 und 2009 startete Raymond bei Weltmeisterschaften. Seine besten Ergebnisse erreichte er 2007 als 77. im Einzel und als 87. im Sprint. Als einziger regelmäßiger Weltcupstarter war Raymond der beste australische Biathlet der 2000er Jahre. Seine letzten Wettkämpfe bestritt er im Januar 2010 in Antholz.

### Skilanglauf
Neben Biathlon betrieb Raymond auch Skilanglauf. In dieser Sportart startete er nicht im Weltcup, bestritt aber seit 2001 eine nennenswerte Anzahl von Rennen im Continental Cup, dem Alpencup, dem Australia/New Zealand Cup und bei FIS-Rennen. Beste Resultate waren zweite Plätze 2005 in Perisher Valley im Rahmen des Australia/New Zealand Cups. Größter Erfolg im Langlauf war die Teilnahme an der Nordischen Skiweltmeisterschaft 2009 in Liberec. Er bestritt das 50-Kilometer-Rennen und erreichte, unter großem Applaus der Fans an der Zielgeraden, mit einem deutlichen Rückstand von knapp 25 Minuten auf Rang 54 als letzter nicht überrundeter Starter das Ziel. Im Sommer 2010 trat Mark Raymond ein letztes Mal bei FIS-Rennen in seinem Heimatland an und beendete daraufhin seine Karriere im Alter von 31 Jahren.

## Statistiken

### Biathlon-Weltcupplatzierungen
Die Tabelle zeigt alle Platzierungen (je nach Austragungsjahr einschließlich Olympische Spiele und Weltmeisterschaften).
- 1.–3. Platz: Anzahl der Podiumsplatzierungen
- Top 10: Anzahl der Platzierungen unter den ersten zehn (einschließlich Podium)
- Punkteränge: Anzahl der Platzierungen innerhalb der Punkteränge (einschließlich Podium und Top 10)
- Starts: Anzahl gelaufener Rennen in der jeweiligen Disziplin

| Platzierung         | Einzel | Sprint | Verfolgung | Massenstart | Staffel | Gesamt |
| ------------------- | ------ | ------ | ---------- | ----------- | ------- | ------ |
| 1. Platz            |        |        |            |             |         |        |
| 2. Platz            |        |        |            |             |         |        |
| 3. Platz            |        |        |            |             |         |        |
| Top 10              |        |        |            |             |         |        |
| Punkteränge         |        |        |            |             |         |        |
| Starts              | 14     | 45     |            |             |         | 59     |
| Stand: Karriereende |        |        |            |             |         |        |

### Biathlon-Weltmeisterschaften
Ergebnisse bei den Weltmeisterschaften:
| Weltmeisterschaften | Weltmeisterschaften | Einzelwettbewerbe | Einzelwettbewerbe | Einzelwettbewerbe | Einzelwettbewerbe | Staffelwettbewerbe | Staffelwettbewerbe |
| Jahr                | Ort                 | Einzel            | Sprint            | Verfolgung        | Massenstart       | Herrenstaffel      | Mixedstaffel       |
| ------------------- | ------------------- | ----------------- | ----------------- | ----------------- | ----------------- | ------------------ | ------------------ |
| 2004                | Oberhof             | 105.              | DNF               | –                 | –                 | –                  | –                  |
| 2005                | Hochfilzen          | 106.              | 105.              | –                 | –                 | –                  | –                  |
| 2007                | Antholz             | 77.               | 87.               | –                 | –                 | –                  | –                  |
| 2008                | Östersund           | 103.              | 104.              | –                 | –                 | –                  | –                  |
| 2009                | Pyeongchang         | 102.              | 107.              | –                 | –                 | –                  | –                  |

### Nordische Skiweltmeisterschaften
| Jahr und Ort | Wettbewerb | Wettbewerb | Wettbewerb | Wettbewerb | Wettbewerb | Wettbewerb |
| Jahr und Ort | 15 km      | Skiathlon  | 50 km      | Sprint     | Staffel    | Teamsprint |
| ------------ | ---------- | ---------- | ---------- | ---------- | ---------- | ---------- |
| 2009 Liberec | –          | –          | 54.        | –          | –          | –          |